# قاضي أباد (سروستان)
قاضي أباد (بالفارسية: قاضی‌آباد) هي قرية تقع في إيران في Sarvestan Rural District. يقدر عدد سكانها بـ 227 نسمة .